# Светозар Драговић Тоза
Светозар Драговић Тоза (Обилић, код Бојника, 1910 — Крагујевац, 21. октобар 1941) био је учесник Народноослободилачке борбе и народни херој Југославије.

## Биографија
Рођен је 1910. године у селу Обилићу, код Бојника. После завршетка основне школе, радио је у Војно-техничком заводу у Крагујевцу. Као млади радник приступио је радничком покрету и учествовао у свим акцијама радника, чланова синдика и комуниста који су деловали у Војно-техничком заводу. У чланство Комунистичке партије Југославије (КПЈ) примљен је 1939. године. Годину дана касније, 1940. године, постао је члан Окружног комитета КПЈ за Крагујевац.
После Априлског рата и окупације Краљевине Југославије, 1941. године, активно је учествовао у органозовању устанка у крагујевачком крају. Радио је на прикупљању оружја, муниције, експлозива и другог материјала потребног за борбу. Учествовао је и у организовању више диверзанстских акција у окупираном Крагујевцу.
Јула 1941. године учествовао је у организовању Крагујевачког партизанског одреда, који је формиран у селу Грошници. Тада је изабран за првог политичког комесара овог Одреда. Крагујевачки партизански одред је дејствовао на комуникацијама које од Крагујевца воде према Краљеву, Лапову, Јагодини и Горњем Милановцу. За врло кратко време Одред је уништио све општинске архиве, жандармеријске станице, покидао телефонске и телеграфске жице и ослободио скоро цео гружански и крагујевачки срез, изузев Крагујевца.
Августа 1941. године, по долуци паеријске организације, Тоза је повучен из Одреда и послат у Крагујевац, где је преузео дужност секретара Месног комитета КПЈ за Крагујевац. На дужности политичког комесара Крагујевачког одреда, заменио га је Владимир Дедијер. Као секретар месног комитета, Тоза је био организатор Народноослободилачке борбе у Крагујевцу и околини. У садејству са Крагујевачким одредом организовао је више диверзантских акција у окупираном граду, од којих се истичу - напад на Војно-технички завод у ноћи између 6/7. августа; напад на железничку станицу Крагујевац, 29. септембра и др.
Приликом масовног хапшења грађана Крагујевца, 20. октобра 1941. ухапшен је на улици, заједно са стотинама другх грађана Крагујевца. Стрељан је сутрадан 21. октобра 1941. у првој већој групи грађана, у Шумарицама.
Указом Президијума Народне скупштине ФНР Југославије 5. јула 1951. проглашен је за народног хероја.

## Галерија
- Спомен-биста у Крагујевцу, 2010.
- Постамент без бисте, 2024.
- Споменик у Шумарицама
- Орден народног хероја